# Vendeur
 (août 2024).
Si vous disposez d'ouvrages ou d'articles de référence ou si vous connaissez des sites web de qualité traitant du thème abordé ici, merci de compléter l'article en donnant les références utiles à sa vérifiabilité et en les liant à la section « Notes et références ».
Pour le film français, voir Vendeur (film).
Le vendeur exerce la vente : il échange un bien de consommation (ex. : marchandise) ou un service marchand contre de l'argent. 
Étymologiquement, le mot « vendre » vient de venes dare, « donner vénalement, contre argent ».
Le secteur d'activité économique est le secteur tertiaire

## Sous-catégories du métier de vendeur
Un vendeur, gestionnaire de commerce, conseiller de clientèle, ou chargé de clientèle, est habituellement un salarié d'une entreprise (avec parfois des statuts particuliers : VRP ou Vendeur Colporteur de Presse, en France) chargé de présenter les produits et services de l'entreprise dans le but de les vendre aux clients actuels ou potentiels (prospects).
Sont aussi appelés vendeur : un représentant des ventes, un voyageur de commerce, un délégué commercial, un conseiller… Les entreprises utilisent de moins en moins le terme vendeur pour désigner leurs commerciaux. Ceci à cause de différents préjugés tels que : bon menteur, bon vendeur ou pas encore un vendeur d'assurances.
Il existe plusieurs types de vendeurs. Il y a les vendeurs au téléphone : télémarketing, les vendeurs porte-à-porte (vendeur à domicile indépendant) : colporteurs, les commerciaux qui s'occupent de faire du (« business to business »).

## Activité

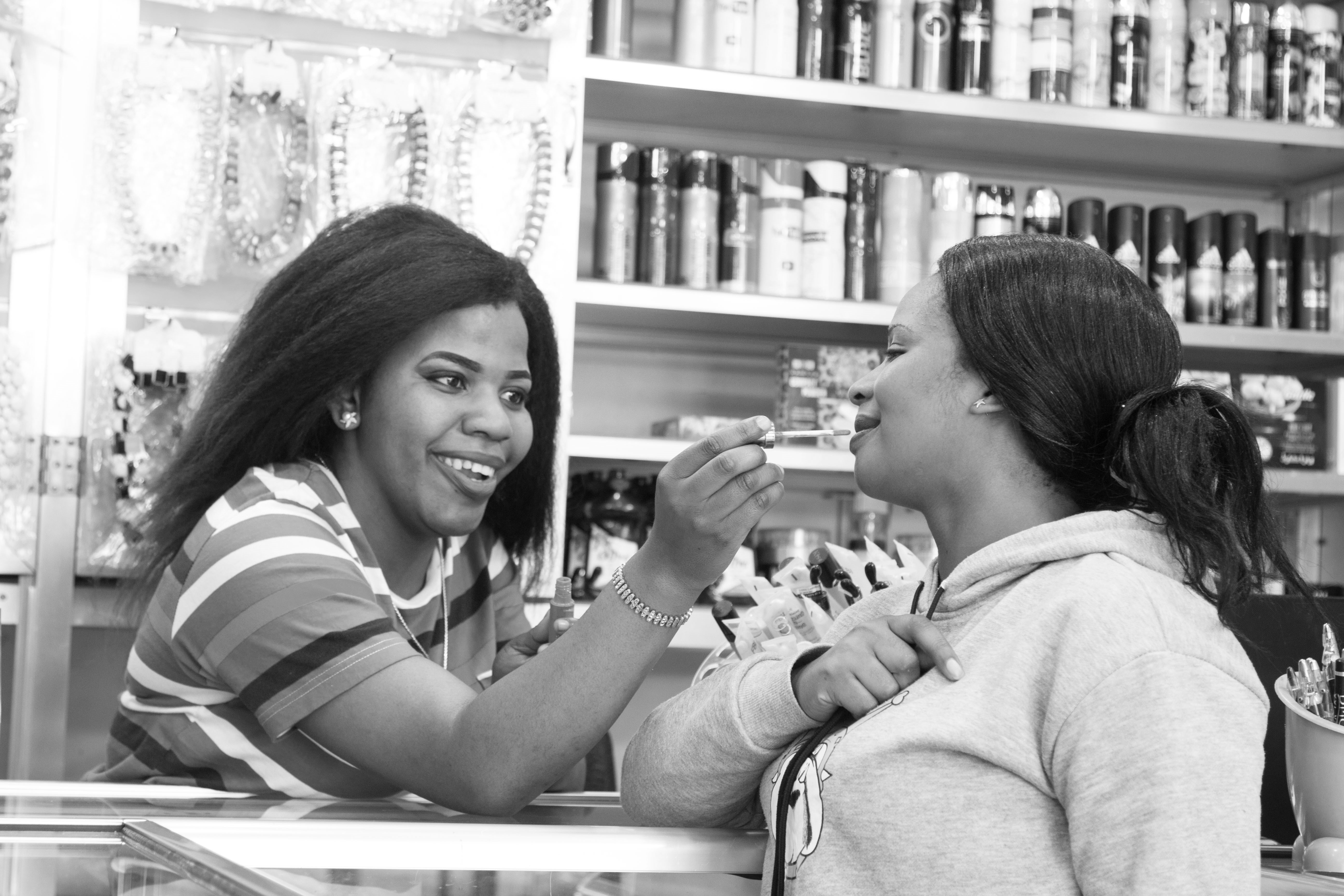
L'art de convaincre (Tanzanie).

Un vendeur peut être chargé d'un portefeuille de clientèle et dans ce cas doit en assurer le suivi, voire une partie du service après-vente, ainsi que le développement (prospection, recherche de futurs clients).
Les qualités nécessaires au métier de vendeur sont : la maîtrise de l'art de convaincre, le charisme, la discipline, la ténacité et toute autre caractéristique connexe.
Certains vendeurs sont payés uniquement à la commission (rémunération) tandis que d'autres reçoivent un salaire de base plus une commission. Plusieurs modèles de calcul de commission existent. Par exemple, les directeurs des ventes sont payés sur le total des ventes de leurs vendeurs, certains vendeurs reçoivent des participations aux profits et d'autres plans de rémunération peuvent être très complexes, entre autres, dans le domaine des produits financiers.
Le vendeur a en général des objectifs de vente, dispose d'une formation à la vente et d'aides à la vente (échantillons, catalogues, présentoirs…) et se doit d'appliquer à son niveau le plan marketing de l'entreprise. Il est d'ailleurs fortement appuyé par le département du marketing et dans le cas de plus petite entreprise, il doit être en mesure de réaliser son propre marketing.
Une fois la vente en cours d'achèvement, il peut alors tenter de la vente additionnelle. Elle consiste à proposer des produits supplémentaires en relation avec l'achat du client (par exemple, le client achète un téléphone portable, le vendeur lui propose une coque de protection, des films pour écran, etc).

## Rôle
En résumé, le rôle du vendeur repose sur :
- Renseigner la clientèle établie et la chalandise.
- Prospecter hors point de vente : il faut trouver un client potentiel avant de pouvoir réaliser un entretien de vente et développer une clientèle.
- Représenter l'entreprise puis remonter l'information si nécessaire et usité au niveau supérieur de gestion de l'univers de vente.
- Prendre contact si hors point de vente : l'objectif de cette phase est d'obtenir l'attention de l'interlocuteur et de présenter les objectifs et le cadre de l'entretien.
- Découverte des besoins et attentes de l'interlocuteur: obtenir de l'information sur les besoins concrets et psychologiques des clients qui serviront de base à la présentation du produit, de ses caractéristiques et bénéfices et essentiellement déceler les intentions d'achat.
- Argumentation : présentation des caractéristiques, avantages et bénéfices du produit ou service proposé, en lien avec les informations recueillies durant la phase de découverte quand elle existe dans les ventes complexes.
- Traitement des objections sans opposition.
- Recherche de l'accord mutuel (le contrat oral implicite si vente au ticket ou écrit si nécessaire).
- Suivi éventuel ou indispensable de satisfaction de la clientèle pour cette vente (et en fonction des secteurs d'activités fidélisation ).

Deux traits de personnalité caractérisent le vendeur :
- l'empathie :  Capacité de se mettre à la place de son client, de ressentir les mêmes choses, de s’identifier à lui en relevant les points communs.
- le ressort personnel : motivation, ambition, dynamisme, optimisme...

Les aptitudes demandées diffèrent selon la nature des tâches et selon les rôles attribués aux vendeurs : aptitudes sociales et intellectuelles, aptitudes affectives et endurance physique.